# Avenue de la Faisanderie

L'avenue de la Faisanderie (en néerlandais : Fazantenparklaan) est une rue bruxelloise des communes de Woluwe-Saint-Pierre et d'Auderghem (10 m) qui relie l'avenue de Tervueren à la rue Prince Baudouin sur une longueur de 700 mètres.
La numérotation des habitations va de 1 à 57 pour le côté impair et de 14 à 84 pour le côté pair.

## Historique et description
L'avenue se situe dans le quartier des Trois Couleurs.
Jadis, les parages entre la forêt de Soignes et l'avenue Madoux auraient constitué un lieu de couvaison rêvé pour les faisans.[réf. souhaitée]
Mais certains assimileront le quartier avec la clinique La Faisanderie qui y fut construite dans le courant des années 1930. Cette institution, qui a soigné avec compétence beaucoup de gens, est maintenant fermée et à l'état de ruine.
Le chemin qui menait à la Faisanderie est situé presque entièrement sur le territoire de Woluwe-Saint-Pierre, à quelque dix mètres près.
Le chemin daterait de 1938.